# Albin Lachowski
Albin Lachowski (ur. 10 kwietnia 1886 w Siennie, zm. 16 czerwca 1942 w Buchenwaldzie) – polski rolnik, działacz społeczny, polityk, senator w II Rzeczypospolitej.

## Życiorys
Był rolnikiem w Siennie. Za działalność w PPS był dwukrotnie aresztowany i więziony, w 1905 roku został skazany na 5 lat katorgi i dożywotnie osiedlenie na Syberii.
Powrócił do Polski w 1922 roku. Został członkiem wydziału powiatowego i rady powiatowej, prezesem kółka rolniczego, radnym gminnym i gromadzkim oraz wójtem gminy Sienno. Był również członkiem zarządu okręgowego TOKR.
W wyborach 1935 roku został wybrany zastępcą senatora IV kadencji (1935–1938) z województwa kieleckiego. Po śmierci senatora Wiktora Gosiewskiego (8 lipca 1936 roku) złożył ślubowanie i został senatorem. W tej kadencji pracował w komisjach: gospodarczej, skarbowej i społecznej.
W wyborach 1938 roku został wybrany senatorem V kadencji (1938–1939) z województwa kieleckiego. W kadencji tej należał do klubu OZN i pracował w komisjach: komunikacyjnej i rolnej.
Został aresztowany przez Niemców 4 czerwca 1940 roku w Radomiu. 17 czerwca został wysłany do obozu koncentracyjnego Sachsenhausen (nr obozowy 27580), a 2 września tego roku został przeniesiony do Dachau (nr obozowy 17347), następnie do Buchenwaldu (nr obozowy 8536).

## Ordery i odznaczenia
- Krzyż Niepodległości z Mieczami (20 lipca 1932)[2]
- Srebrny Krzyż Zasługi (11 listopada 1934)[3][1]